# Скорпіоновець Коссона
Скорпіоновець Коссона (Scorpidium cossonii) — вид мохів порядку гіпнобрієвих (Hypnales).

## Поширення
Ареал охоплює такі частини світу: Європа, Північна Америка, Південна Америка, Азія, Нова Зеландія.
Населяє багатий кальцієм ґрунт, корінні породи, гори, багаті кальцієм болота, джерела, заповнені водою западини, береги; від низьких до високих (0–3700 метрів).

## Характеристика

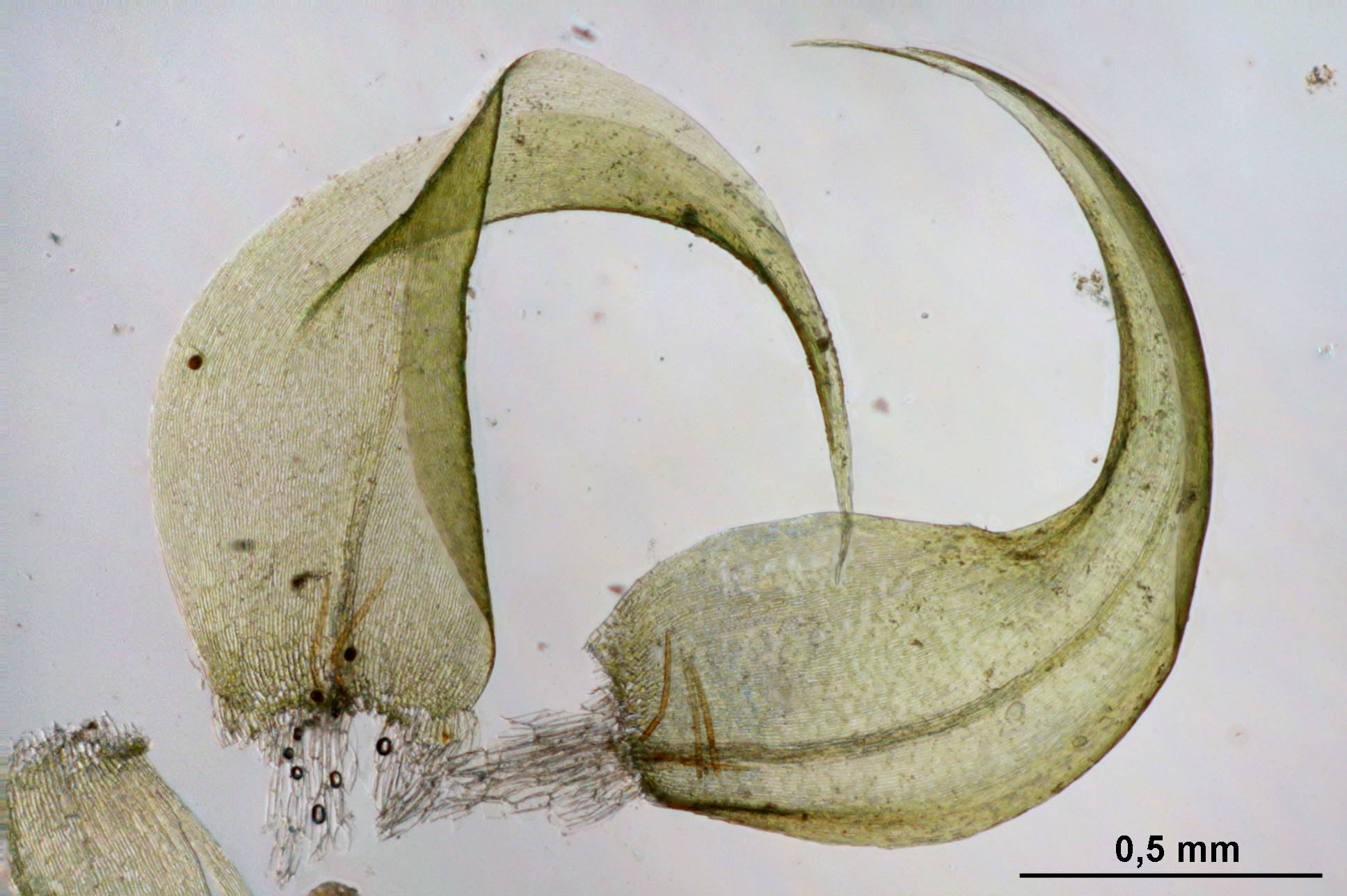

Рослини від середніх до великих (іноді занурені), рідше дрібні, зелені, жовто-зелені, коричневі чи коричнево-червоні. Стебла перисті або іноді неправильно розгалужені, верхівки пагонів іноді злегка гачкуваті. Стеблові листки яйцеподібні або широкояйцеподібні, поступово або часто різко звужені до верхівки, ± раптово загнуті дистально, увігнуті, 0.5–1.1 мм ушир; верхівка коротко- або довгозагострена, часто загострена. Вид дводомний, коробочки дуже рідкісні. Коробочкові ніжки до 4 см. Коробочка подовжена. Спори розміром від 14 до 21 мікрометра.